# ATC (N07)
Jest to część klasyfikacji anatomiczno-terapeutyczno-chemicznej:
- N – Ośrodkowy układ nerwowy
  - N 01 – Leki znieczulające
  - N 02 – Leki przeciwbólowe
  - N 03 – Leki przeciwdrgawkowe
  - N 04 – Leki stosowane w chorobie Parkinsona
  - N 05 – Leki psycholeptyczne
  - N 06 – Psychoanaleptyki
  - N 07 – Inne leki wpływające na układ nerwowy

Obejmuje ona inne leki wpływające na układ nerwowy:

## N 07 A – Parasympatykomimetyki
- N 07 AA – Inhibitory acetylocholinoesterazy
  - N 07 AA 01 – neostygmina
  - N 07 AA 02 – pirydostygmina
  - N 07 AA 03 – distygmina
  - N 07 AA 30 – ambenonium
  - N 07 AA 51 – neostygmina w połączeniach
- N 07 AB – Estry choliny
  - N 07 AB 01 – karbachol
  - N 07 AB 02 – betanechol
- N 07 AX – Inne
  - N 07 AX 01 – pilokarpina
  - N 07 AX 02 – alfosceran choliny
  - N 07 AX 03 – cewimelina

## N 07 B – Leki stosowane w leczeniu uzależnień
- N 07 BA – Preparaty stosowane w leczeniu uzależnienia od nikotyny
  - N 07 BA 01 – nikotyna
  - N 07 BA 03 – wareniklina
  - N 07 BA 04 – cytyzyniklina
- N 07 BB – Preparaty stosowane w leczeniu uzależnienia od alkoholu
  - N 07 BB 01 – disulfiram
  - N 07 BB 02 – karbimid wapnia
  - N 07 BB 03 – akamprozat
  - N 07 BB 04 – naltrekson
  - N 07 BB 05 – nalmefen
- N 07 BC – Preparaty stosowane w leczeniu uzależnienia od opioidów
  - N 07 BC 01 – buprenorfina
  - N 07 BC 02 – metadon
  - N 07 BC 03 – lewacetylmetadol
  - N 07 BC 04 – lofeksydyna
  - N 07 BC 05 – lewometadon
  - N 07 BC 06 – diamorfina
  - N 07 BC 51 – buprenorfina w połączeniach

## N 07 C – Preparaty stosowane w zawrotach głowy
- N 07 CA – Preparaty stosowane w zawrotach głowy
  - N 07 CA 01 – betahistyna
  - N 07 CA 02 – cynaryzyna
  - N 07 CA 03 – flunaryzyna
  - N 07 CA 04 – acetyloleucyna
  - N 07 CA 52 – cynaryzyna w połączeniach

## N 07 X – Inne leki wpływające na układ nerwowy
- N 07 XA – Gangliozydy i pochodne
- N 07 XX – Inne
  - N 07 XX 01 – tirylazyd
  - N 07 XX 02 – riluzol
  - N 07 XX 03 – ksaliproden
  - N 07 XX 04 – kwas hydroksymasłowy/hydroksymaślan sodu
  - N 07 XX 05 – amifanprydyna
  - N 07 XX 06 – tetrabenazyna
  - N 07 XX 07 – famprydyna
  - N 07 XX 08 – tafamidys
  - N 07 XX 09 – fumaran dimetylu
  - N 07 XX 10 – lakwinimod
  - N 07 XX 11 – pitolisant
  - N 07 XX 12 – patisyran
  - N 07 XX 13 – walbenazyn
  - N 07 XX 14 – edarawon
  - N 07 XX 15 – inotersen
  - N 07 XX 16 – deutetrabenazyna
  - N 07 XX 17 – arymoklomol
  - N 07 XX 18 – wutrisyran
  - N 07 XX 19 – fenylomaślan sodu i ursodezoksycholtauryna
  - N 07 XX 21 – eplontersen
  - N 07 XX 22 – tofersen
  - N 07 XX 23 – troliluzol
  - N 07 XX 59 – dekstrometorfan w połączeniach